# Чаплинский, Георгий Гаврилович
Гео́ргий Гаври́(и)лович Чапли́нский (29 октября 1865 — после 1917) — русский юрист, сенатор, член Государственного совета, тайный советник.

## Биография
Происходил из дворян, владел родовой усадьбой в Полтавской губернии.
Окончил юридический факультет Киевского университета со степенью кандидата прав. В службе с 27 января 1889 года кандидатом на судебные должности при Киевской судебной палате. Был товарищем прокурора Могилёвского и Киевского окружных судов, прокурором Гродненского и Одесского окружных судов. Действительный статский советник (1 января 1908 года).
С 14 марта 1911 года — прокурор Киевской судебной палаты. Ему было поручено наблюдение за расследованием известного Дела Бейлиса.
1 января 1914 года пожалован в тайные советники и назначен сенатором Уголовного кассационного департамента Правительствующего Сената. 13 января 1917 года, по рекомендации председателя Государственного совета И. Г. Щегловитова, назначен членом Государственного совета, вошёл в группу правых.
Во время Первой мировой войны товарищ председателя совета Всероссийского общества попечения о беженцах.
Во время Февральской революции был арестован и доставлен в Таврический дворец. Допрашивался Чрезвычайной следственной комиссией 6 июля 1917 г. 18 июля 1917 года освобождён под залог и поручительство сенатора В. Н. Охотникова. ЧСК расследовала дело «О противозаконных действиях высших должностных лиц по делу Менделя Бейлиса», в рамках этого расследования предъявлялись обвинения Чаплинскому, который сыграл важную роль в фальсификации дела Бейлиса.

## Оценки
Российский и советский адвокат и правовед, исследователь дела Бейлиса А. С. Тагер охарактеризовал Чаплинского как человека «в котором угодливость по отношению к начальству соединилась со злобной ненавистью к евреям». Он приводит свидетельство прокурора Брандорфа и цитирует чиновника департамента полиции Дьяченко, который в показаниях Чрезвычайной следственной комиссии заявил, что Чаплинский «в своих беседах поражал своим крайним юдофобством и той ненавистью, с какой он говорил об евреях». Исследователи[кто?] считают, что именно Чаплинский несёт ответственность за фальсификацию «ритуального дела» и укрытие настоящих убийц — банды Чеберяк. По мнению Василия Шульгина, Чаплинский так запугал полицию и следователей во время дела Бейлиса, что те не могли нормально исполнять свои обязанности.

## Семья
Был дважды женат:
- первым браком на дочери генерал-майора М. И. Миткевича-Далецкого[4] — Анне Михайловне Миткевич-Далецкой (по первому мужу Романкевич) (род. 8 июня 1876) (брак расторгнут 7 мая 1915 года).
- вторым браком на вдове коллежского асессора Евгении Степановне Гудиме (род. 17 марта 1877).

## Награды
- Орден Святой Анны 2-й степени (1905 год)
- Орден Святого Владимира 3-й степени (1912 год)
- Орден Святого Станислава 1-й степени (1914 год)
- Медали в память царствования Императора Александра III, в память 300-летия царствования Дома Романовых и Красного Креста